# Lake Daniell
Der Lake Daniell ist ein See im Buller District der Region West Coast auf der Südinsel von Neuseeland.

## Namensherkunft
Der See wurde nach Henry Cooper Daniell (1817–1895) benannt, der von 1865 bis 1876 Commissioner of Crown Lands für die Stadt Nelson und ihrer Umgebung war.

## Geographie
Der Lake Daniell befindet sich rund 3,5 km nördlich der Fryberg Range und rund 9,3 km ostnordöstlich von Springs Junction, wo der New Zealand State Highway 65 von Norden kommend auf den von Ost nach West verlaufenden New Zealand State Highway 7 trifft. Der See liegt auf einer Höhe von 558 m eingebettet von bis zu 1403 m hohen Bergen und erstreckt sich zwischen ihnen mit einer Fläche von 78,7 Hektar über eine Länge von rund 1,69 km in Südsüdwest-Nordnordost-Richtung. An seiner breitesten Stelle misst der See rund 635 m in Westnordwest-Ostsüdost-Richtung. Der Umfang des Sees beträgt rund 4,23 km.
Gespeist wird der Lake Daniell von einigen wenigen Gebirgsbächen. Die Entwässerung des Sees findet an seiner südwestlichen Spitze über den Frazer Stream statt, der rund 2 km weiter südwestlich in den Alfred River mündet.

## Wanderweg
Der Lake Daniell Track startet am Ende einer kleinen Schotterstraße, die vom New Zealand State Highway 7 nach Norden bis zum Maruia River abzweigt. Von dort aus muss der Fluss überquert werden und es folgt ein rund 8,4 km langer Wanderweg bis zum Lake Daniell und der Kōhanga Atawhai – Manson Nicholls Hut, der in einer Richtung rund 3 Stunden in Anspruch nimmt und auch für Familien mit Kinder geeignet ist. Der Wanderweg folgt zunächst dem Alfred River und dann dem Frazer Stream bis zum See.